# Villaviudas
Villaviudas es una localidad y municipio en la provincia de Palencia, en la comunidad autónoma de Castilla y León, España.

## Geografía
- Está a una distancia de 18 km de Palencia, la capital provincial.
- Se encuentra situado en la ribera del río Pisuerga, en la comarca de El Cerrato.

### Ríos y arroyos
- Ribera del Pisuerga : rodeada de chopos y mochas, donde se puede ir a pasear en todas las épocas del año. Lugar de pesca de barbos.
- Arroyos como Boquillas, Burla, Piélago, Tablada, Valdemadera,...
  - La Cavadilla: se accede por la cañada de los tres pinos o por el camino de la cavadilla, sólo tiene agua en épocas de lluvia. Se encuentra en el cerral del páramo bajo la protección de un roble, desde allí se divisan las montañas de Cervera.
  - Tojanco, es un espacio natural donde mana el arroyo Tojanco, que nace en Carrodueñas. Encontramos una variada vegetación donde abundan los olmos, mochas y junqueras. Todavía existe una vieja noria para sacar agua.ya en desuso

## Historia
La villa se instala a a los pies del abierto y amplio valle que excava el arroyo del Prado que, bajando de Baltanás desagua dentro del término de Villaviudas en la cuenca del río Pisuerga, que le sirve de frontera al mismo.
Antiguas son las referencias de ocupación humana en el término de Villaviudas, y así tenemos que, en un pago cercano al pueblo, se localizó ya hace unos años un excelente ejemplar de espada de la Edad de Bronce, que posiblemente formaba parte del ajuar funerario de una tumba de esta época.
Asimismo, en la línea de separación de los términos de Reinoso de Cerrato y Villaviudas, en el pago conocido como Los Paredones, próximo al río Pisuerga, en el año 1975 y como consecuencia de las labores de subsolación de unas fincas, se localizaron los restos de una villa romana, fechable entre los siglos II y III de nuestra era y de la que se extrajeron dos mosaicos geométricos, estucos y un variado material cerámico y objetos de bronce. El antiguo despoblado medieval de Tablada o “Tabulata”, como figura en los documentos del siglo X, y que hasta hoy fue dehesa y caserío de Villaviudas, dista de esta villa poco más de un kilómetro, instalada sobre una pequeña meseta (tabla) en la que todavía pueden verse sus ruinas desde la carretera que va a Baltanás. Este lugar de Tablada tenía una iglesia parroquial bajo la advocación de Santa Olalla, que luego fue ermita, hoy desaparecida, y se mantuvo poblado hasta principios del siglo XVIII.
En 2009, se realizaron los trabajos de recuperación de los cuerpos de los fallecidos durante la guerra civil española, encontrados en la zona conocida como La Carcavilla en Palencia, 25 personas de Baltanás y 5 de Villaviudas.

### SigloXIX
Así se describe a Villaviudas en la página 307 del tomo XVI del Diccionario geográfico-estadístico-histórico de España y sus posesiones de Ultramar, obra impulsada por Pascual Madoz a mediados del siglo XIX:

VILLAVIUDAS

Villa con ayuntamiento en la provincia y diócesis de Palencia (3 leguas), partido judicial de Baltanás (1), audiencia territorial y capitanía general de Valladolid (8).
Situada en un valle a 1/4 legua del arroyo Tablada y a 1/2 del río Pisuerga. Su clima es poco frío, bien ventilado y propenso a fiebres catarrales inflamatorias e intermitentes.
Consta de 170 casas de mediana construcción distribuidas en calles regulares y mal empedradas; una plaza en la que se halla la casa consistorial y el palacio del marqués de San Vicente. Había 2 pósitos, uno nacional con 600 fanegas de trigo, y otro pío con 70; la escuela de primeras letras está concurrida por 80 niños y dotada con 2000 reales; fuera de la población, a 1/2 cuarto de legua al O, se halla la fuente denominada el Pozuelo, de la que se surte el vecindario. La iglesia parroquial (la Asunción de Nuestra Señora) está servida por un cura de primer ascenso y un beneficiado; son anejos de esta la dehesa de Tablada y el despoblado de Torrecilla; al E y a 300 pasos del pueblo está la ermita del Santo Cristo de los Milagros.
El término confina N Torquemada; E Baltanás; S Valle de Cerrato y Reinoso, y O Barrio de Melgar; en su jurisdicción se halla el despoblado de Torrecilla y el pago de Santa Cruz.
El terreno es de mediana calidad; al O y como 1/2 legua distante de la villa pasa el río Pisuerga; y al E y S hay 2 montes poblados de mata baja de roble.
Los caminos son locales y medianos. La correspondencia se recibe de la capital de provincia dos veces a la semana.
Producciones: trigo, cebada, centeno, avena, titos, yeros, lentejas y vino; se cría ganado lanar y mular; caza de liebres, perdices y conejos, y pesca de truchas, anguilas y barbos.
Industria: la agrícola y 2 molinos harineros en buen estado.
Comercio: la exportación del sobrante de sus productos y la importación de algunos artículos de consumo diario.
Población: 161 vecinos, 838 almas.

Capital productivo: 506.500 reales. Imponible: 25.105. El presupuesto municipal asciende a 4900 reales, y se cubre con el producto de las fincas de propios.

## Demografía
Cuenta con una población de 366 habitantes (INE 2024).
| Gráfica de evolución demográfica de Villaviudas entre 1842 y 2021                                                     |
| |
| Población de derecho según los censos de población del INE. Población de hecho según los censos de población del INE. |

## Toponimia
Según 
- Estudio toponímico: el origen del nombre se remonta a la época de las repoblaciones medievales (siglo X), en la que muchos lugares reciben el nombre del repoblador que las ocupa, y en este caso el de un poblador de origen mozárabe llamado Vibdas o Uibdas, como ya se la mienta a la villa en un documento del siglo XII (villam Uibdas=La villa del repoblador Vibdas).
- La tradición popular dice que el nombre es consecuencia de una gran batalla en la que participaron hombres de esta villa que dejó pocos supervivientes, por lo que quedaron un gran número de mujeres viudas.

## Patrimonio

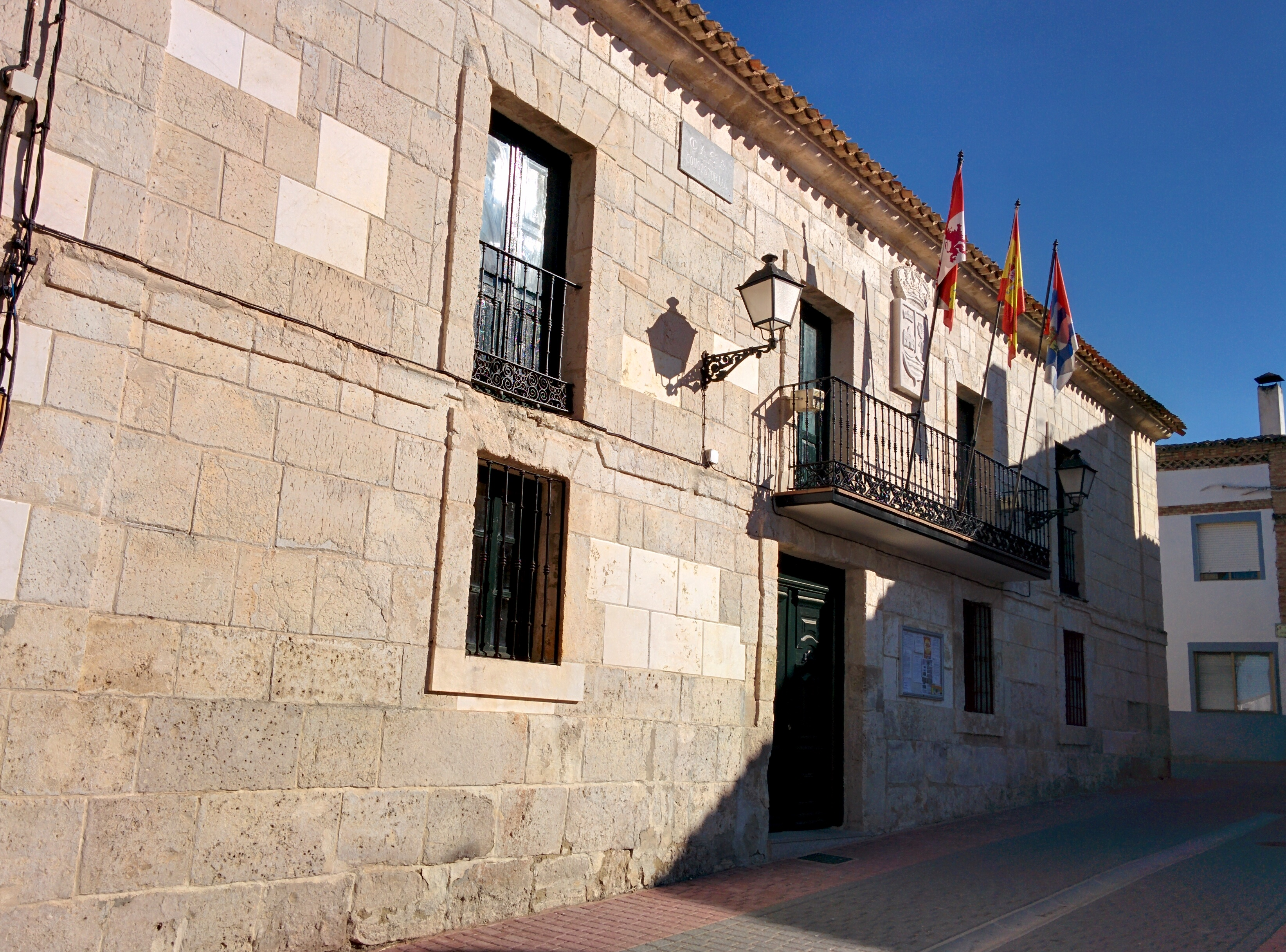
Casa consistorial

- Iglesia parroquial de Nuestra Señora de la Asunción. Data de los siglos XIII y XIV, conservando algunos tramos de bóvedas góticas de esta época. Construida en piedra y de una sola nave, con arcos apuntados y cubierta de bóvedas de arista adornadas con yeserías barrocas, del siglo XVII. La fachada y la torre fueron construidas en 1774 por Juan de Charcán, maestro de cantería de Castrojeriz y Pedro González del Río.

Anteriormente estuvo dedicada a Santa María y posiblemente fuese románica. En el siglo XVI, fue reconstruida en estilo gótico quedando entonces bajo la advocación de la Asunción de Nuestra Señora.
- Desaparecida ermita del Santo Cristo de los Milagros, cuya imagen gótica se encuentra en la iglesia parroquial.
- Dehesa de Tablada. antiguo poblado Medieval, instalado sobre una pequeña meseta (tabla). Está bañada por el arroyo de Tablada, gracias a él los antiguos pobladores se abastecían de agua, tanto para uso doméstico como para regar sus cultivos. Posee un hermoso “paseo de las lilas” que en primavera se puede apreciar su esplendor. Contaba con una casa grande (la del señor y en proceso de restauración), una iglesia dedicada a Santa Olalla y rodeando a estas, las de los siervos.

Después de años de abandono y expolio se está recuperando el paraje con diversas plantaciones de árboles.
- Bodegas, estaban dedicadas a la elaboración y crianza del vino, con las uvas de los majuelos del pueblo, pero actualmente no quedan viñas y son pocos los lagares que permanecen, y se dedican al empleo lúdico, y se celebran las pascuas rosquilleras, la fiesta del verano, San Juan, "la tragantona",etc.

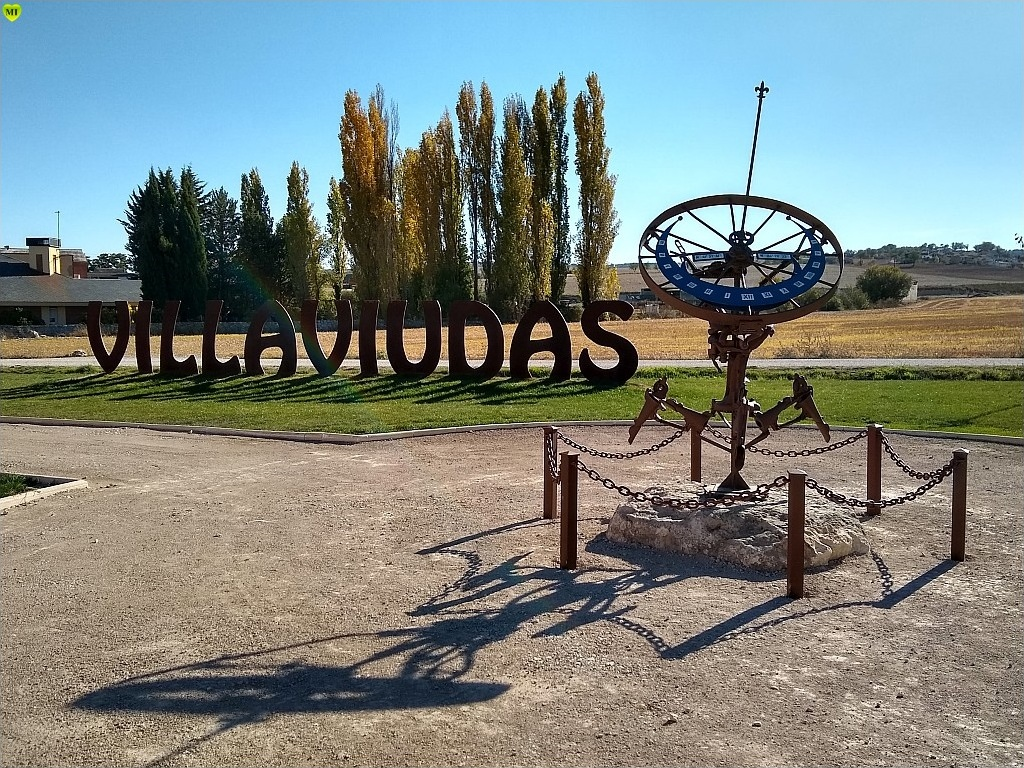
Letras de Villaviudas junto al reloj
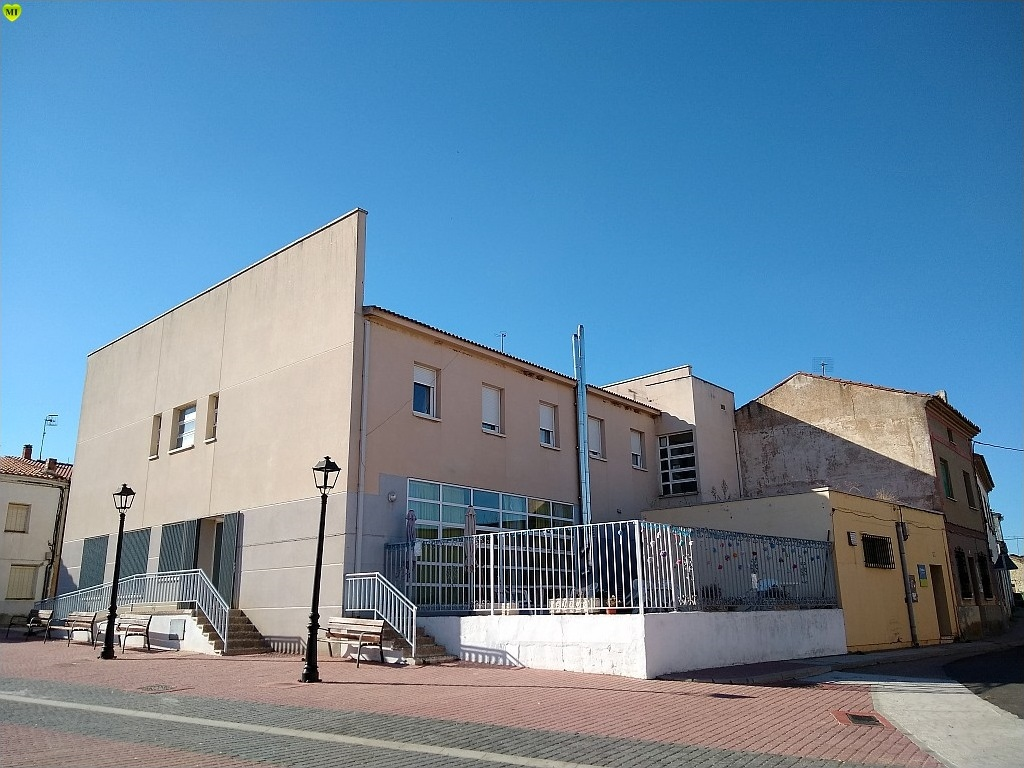
Residencia de la Tercera Edad
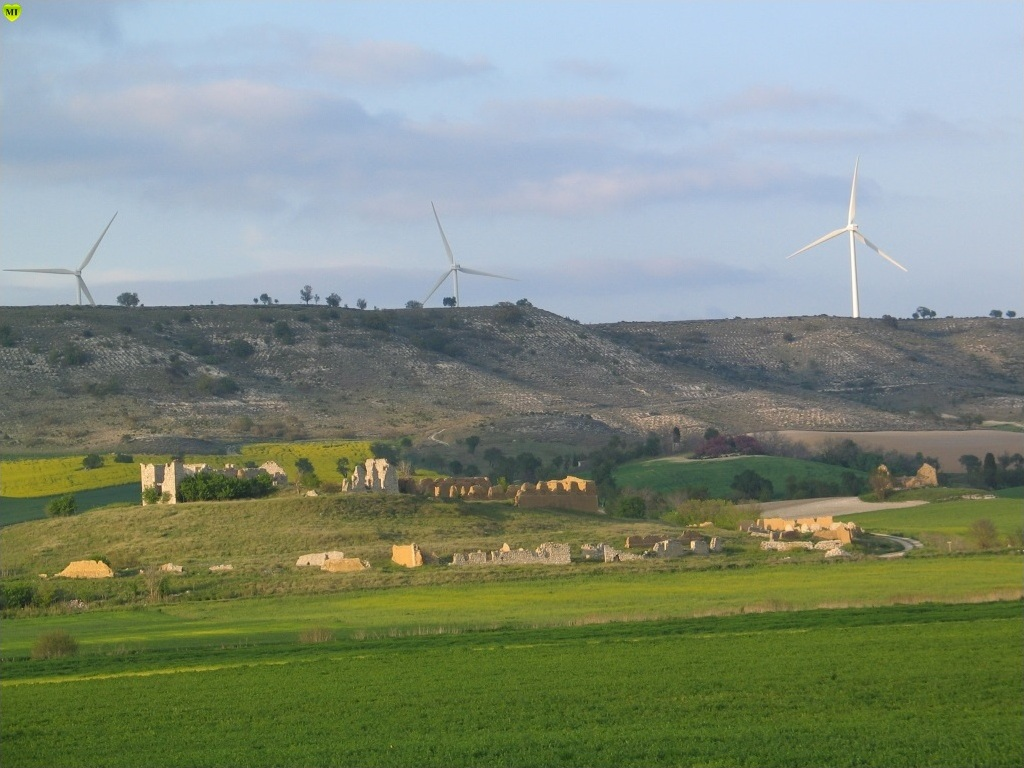
Dehesa de Tablares
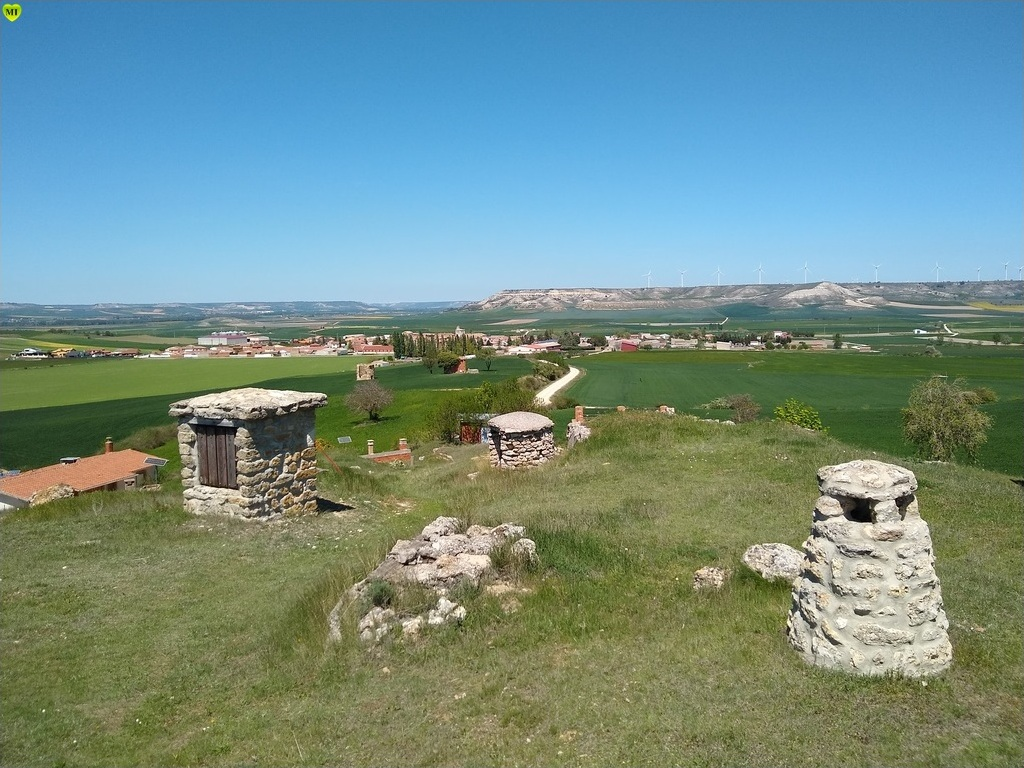
Vista desde las bodegas
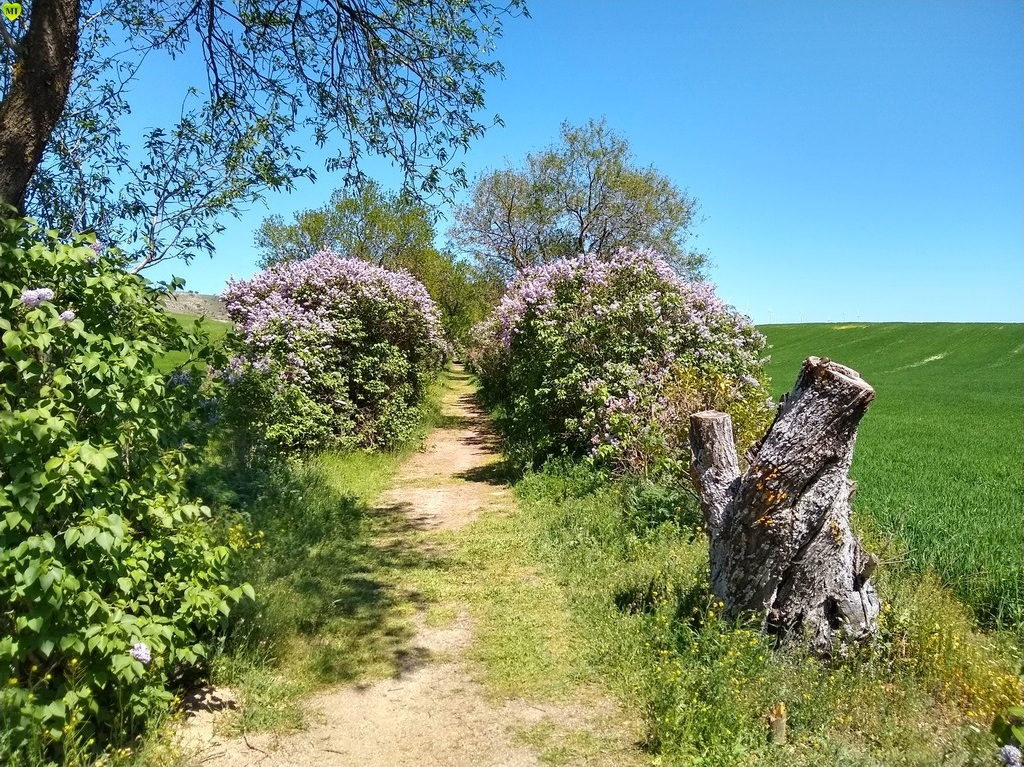
Paseo de las Lilas